# Constantin Papachristopoulos
Constantin Papachristopoulos, dit Costi, né le 27 novembre 1906 à Athènes et mort le 3 mars 2004 à Paris 15e, est un peintre et sculpteur grec.

## Biographie
Costi Papachristopoulos, qui a toujours signé ses œuvres « Costi », est né le 27 novembre 1906 à Athènes et a passé une partie de sa petite enfance à Alexandrie. C’est en voyant en 1920 une reproduction de l’Héraklès archer  d'Antoine Bourdelle qu’il décide de choisir l’option sculpture en entrant à l’École des beaux-arts d’Athènes.
Il débarque à Paris en 1920 et découvre Montparnasse, participe à l’inauguration de La Coupole, travaille à l’Académie Julian, puis entre dans l’atelier de Bourdelle qui lui transmet sa vision de l’art en lui répétant qu’il n’y a « de  vraies  sculptures que si elles s’adressent à l’âme », une leçon qui le marquera. En avril 1929, à la veille de sa mort, Bourdelle des œuvres réalisées par son élève dans son atelier : « Elles ont de la beauté et se marquent du génie de la race grecque. » Il ajoute à propos de Costi « Je le recommande de toute mon âme. »
De retour en Grèce, Costi continue à modeler l’argile et à faire des bronzes, mais il se confronte aussi à la taille du marbre. En 1931, il est nommé professeur aux Écoles des arts décoratifs et des arts appliqués d’Athènes. Il anime le mouvement de jeunes artistes « Omas tekni » (« Groupe d’art »). Une commande d’un bronze pour la ville d’Athènes en 1938 lui donne l’occasion de réintroduire dans son pays la technique oubliée de la cire perdue.
Il participe à la Biennale de Venise de 1940 avant de rentrer en Grèce où il passe la Seconde Guerre mondiale. En 1945, une bourse du gouvernement français lui permet de revenir à Paris. En 1953, il participe à l’exposition de sept sculpteurs grecs organisée par André Chamson, conservateur du Petit Palais, avant d’effectuer une série d’expositions personnelles. 
Désormais basé à Paris, à part des retours périodique à son atelier athénien et de fréquents séjours à Venise, il réalise la plupart de ses œuvres en France, occupant un temps l’ancien atelier du Douanier Rousseau, 2 bis, rue Perrel à Paris, puis, à Versailles, un autre atelier qui sert de décor au film de François Moreuil et Fabien Collin, La Récréation (1961), avec Christian Marquand et Jean Seberg, ce qui lui est l’occasion de réaliser un buste de l’actrice (actuellement exposé à Bergerac). Enfin, il s’établit jusqu’à sa mort rue Lecourbe à Paris.
Il sculpte en France de nombreux portraits, des nus féminins, dans un style personnel qui se souvient plus d'Auguste Rodin et des grands classiques que de son maître Bourdelle, et qui n’oublie pas non plus le parfum d’orient respiré à Alexandrie pendant son enfance. À cette époque il réalise des bustes de personnalités allant de René Maheu, directeur de l’Unesco, au prince Youssoupov, le meurtrier de Raspoutine, en passant par Humbert d’Italie et des écrivains de l’Académie, ce qui ne l’empêche pas de refuser la commande d’un président de la République grecque dont le visage ne l’inspire pas.
Il dessine également beaucoup de portraits et de nus au fusain et à la sanguine, avec un trait impétueux. À partir de 1966, il se consacre surtout à la peinture, ajoutant à sa thématique natures mortes et paysages. Ses toiles sont d’abord riches en bruns, terres sombres, comme le premier univers de Vincent van Gogh, avant de s’éclairer et d’élargir leur spectre chromatique, comme si Costi peintre prenait plus d’indépendance vis-à-vis du sculpteur, dont il garde néanmoins toute la vigueur et l’allant.
Costi mène en parallèle une activité d’architecte d’intérieur, concevant un escalier monumental pour le Palais Contarini à Venise, intervenant chez Niarchos, travaillant pendant des années pour le milliardaire Charles de Beistegui au Palais Labia à Venise et au château de Groussay près de Paris, avec le décorateur Emilio Terry . Il a aussi participé à l’agencement de la Galerie Médicis au musée du Louvre.
Costi est intervenu pour obtenir qu’une rue d’Athènes soit dédiée à Eugène Delacroix, l’un des peintres avec Rubens qu’il admirait le plus, et dont le Journal demeura son livre de chevet. Plus il avançait en âge, plus il s’éloignait du monde et se consacrait avec une impatience grandissante à son art. 
Constantin Papachristopoulos meurt le 3 mars 2004 dans le 15e arrondissement de Paris. Le site du Projet Homère qui liste Les grandes figures de la Grèce cite Costi et plusieurs de ses œuvres.

## Œuvres
Une baigneuse en bronze et quatre autres sculptures de Costi font partie du musée E. Averoff
à Metsovo en Grèce. Au château de Groussay, Costi a aménagé notamment le théâtre intérieur et le théâtre de verdure orné de cinq grandes sculptures en pierre inspirées par la commedia dell'arte, agrandissements des originaux en bronze dont deux exemplaires se trouvent au musée donation Costi de Bergerac .

## Le musée Costi à Bergerac

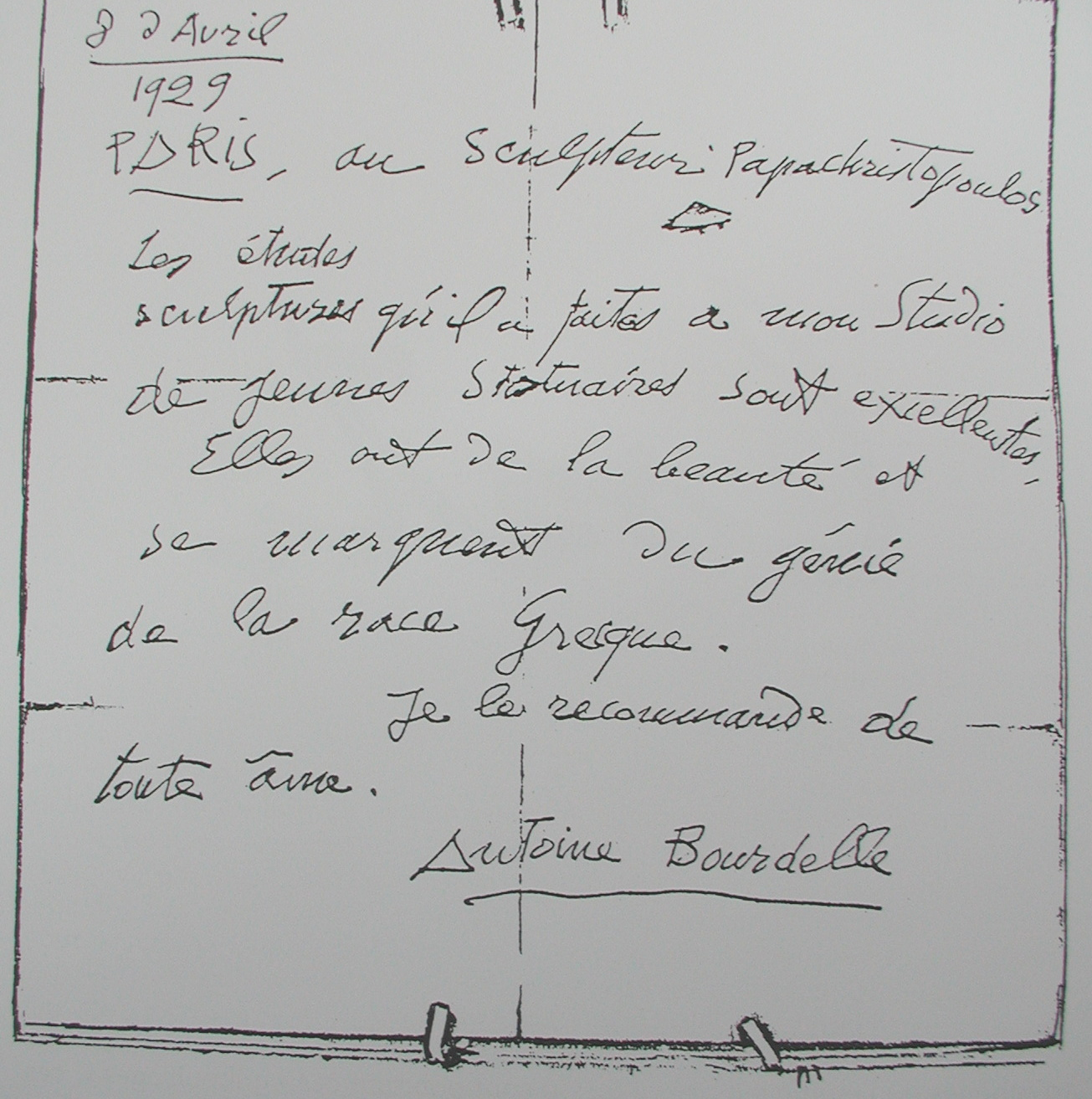
En avril 1929, à la veille de sa mort, Bourdelle écrit des œuvres réalisées par son élève dans son atelier: Elles ont de la beauté et se marquent du génie de la race grecque. Document non sourcé et non localisé.

En 1999, Costi a demandé à ses amis Arlette et André-Yves Portnoff de l’aider à organiser la donation de 52 bronzes, 7 plâtres, 7 dessins à la ville de Bergerac que le Conseil municipal a accepté à l’unanimité le 30 mars 2000. Le 13 février 2001, le député Daniel Garrigue, alors maire de Bergerac et Jean-Charles Gauthier, adjoint à la culture, sont venus à Paris remettre la médaille de la ville de Bergerac à l'artiste donateur.
Un musée de 220 m2 a été aménagé dans le sous-sol voûté médiéval de  l’ancien presbytère Saint-Jacques.) inauguré le 21 juin 2001.